# Wiener Gamander-Ehrenpreis
Der Wiener Gamander-Ehrenpreis (Veronica vindobonensis), auch Wiener Ehrenpreis genannt, ist eine Pflanzenart aus der Familie der Wegerichgewächse (Plantaginaceae).

## Beschreibung

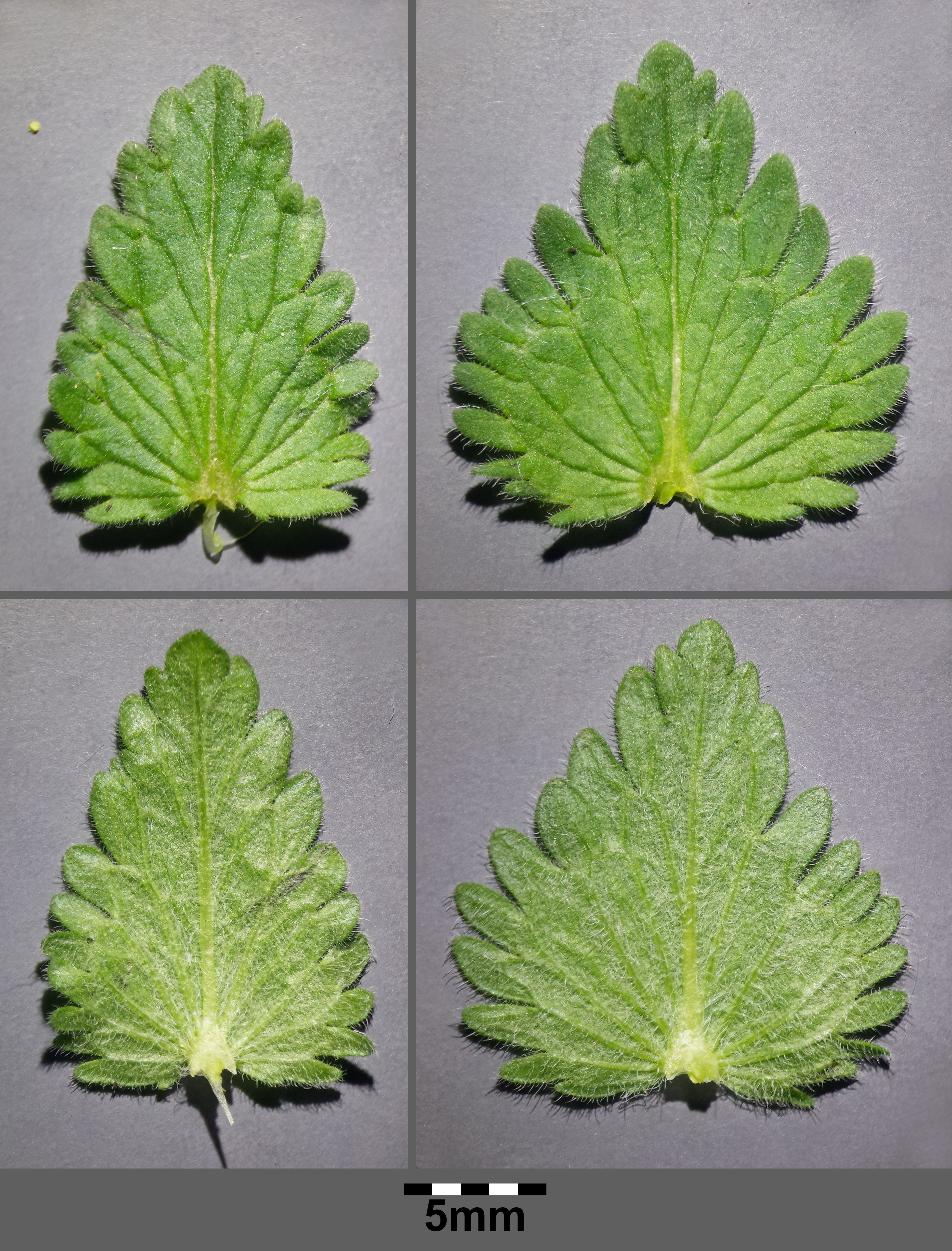
Die Laubblattspreite ist fast dreieckig, die Zähne sind fast linealisch.

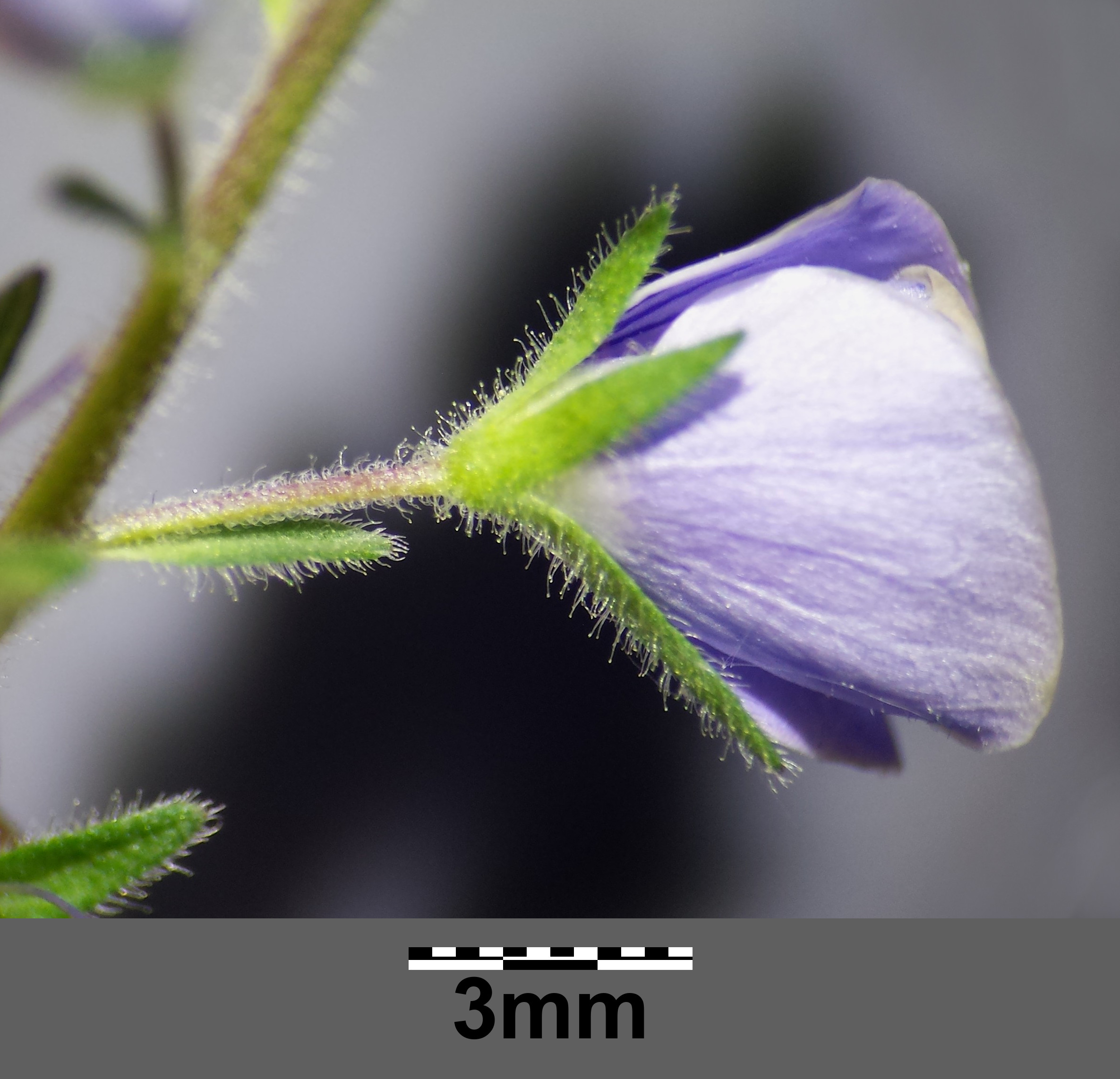
Die Kelchblätter sind dicht mit (Drüsen-)Haaren besetzt.

### Vegetative Merkmale
Der Wiener Gamander-Ehrenpreis wächst als ausdauernde krautige Pflanze und erreicht Wuchshöhen von etwa 15 bis 25 Zentimetern. Die kurz aufsteigenden Stängel sind zweizeilig abstehend behaart (Indument); zwischen den Haarzeilen ist der Stängel stets völlig kahl.
Die mittleren Laubblätter sind sitzend und besitzen eine bei einer Länge von 11 bis 22 Millimetern sowie einer Breite von 7 bis 15 Millimetern fast dreieckige Spreite, die oberseits zumindest in Randnähe ziemlich dicht behaart ist. Der Blattrand ist eingeschnitten-kerbsägig bis fiederschnittig und weist sechs bis acht gerade und fast linealische Zähne auf. 

### Generative Merkmale
Die Blütenstandsschäfte sind gleichmäßig behaart. Wenige Blüten stehen jeweils in seitenständigen traubigen Blütenständen zusammen. Die zwittrigen Blüten besitzen eine doppelte Blütenhülle. Die Kelchblätter sind dicht mit rund 120 bis 300 (Drüsen-)Haaren besetzt. Die Krone besitzt einen Durchmesser von 9 bis 12 Millimetern. Die vier Kronblätter sind hellblau bis blassblau und weisen oft einen weißlichen Randsaum auf. Jede Blüte besitzt zwei Staubblätter und drei Griffel.
Die Kapselfrucht ist eine meist 3 bis 3,5 Millimeter lang und 4 bis 4,5 Millimeter breit.
Die Chromosomenzahl beträgt 2n = 16.

## Vorkommen
Das Verbreitungsgebiet des Wiener Gamander-Ehrenpreis erstreckt sich über Mittel-, Südost- und Osteuropa. In Österreich kommt der Wiener Gamander-Ehrenpreis in der collinen und teilweise bis in die submontane Höhenstufe in warmen Eichenwäldern und deren Säumen und auf Trockenwiesen vor. Der Wiener Gamander-Ehrenpreis ist im pannonischen Gebiet häufig, sonst selten. Im alpinen Gebiet, der Böhmischen Masse und dem nördlichen Alpenvorland gilt der Wiener Gamander-Ehrenpreis als gefährdet.

## Taxonomie
Die Erstbeschreibung erfolgte 1970 als Unterart Veronica chamaedrys subsp. vindobonensis durch Manfred A. Fischer. Den Rang einer Art hat Veronica vindobonensis (M.A.Fisch.) M.A.Fisch. hat sie 1974 auch durch Fischer erhalten.